# Rauvolfia vomitoria
Espèce
Synonymes
- Rauvolfia congolana De Wild. & T.Durand[1]
- Rauvolfia pleiosiadica K.Schum.[1]
- Rauvolfia senegambiae A.DC.[1]
- Rauwolfia vomitoria Afzelius[2]

Rauvolfia vomitoria est une espèce de plantes à fleurs du genre Rauvolfia et de la famille des Apocynacées. C'est un arbuste qu'on trouve à partir du Sénégal jusqu’en Tanzanie en passant par les pays d'Afrique centrale. Cultivée dans plusieurs régions tropicales et subtropicales, cette plante est utilisée dans la phytothérapie en Afrique. Le nom générique « Rauvolfia », rend hommage à un médecin allemand du XVIe siècle, Leonhard Rauwolf, qui a voyagé à travers le monde afin de collecter des plantes médicinales. L’épithète spécifique « vomitoria » fait référence aux propriétés purgatives et émétiques de l’écorce.

## Description
Rauvolfia vomitoria, parfois appelé plante corail, est un arbuste dont la taille moyenne est 8 m. Le bois, qui est blanc, brunit avec l’âge, tandis que le bois de cœur est relativement dur. Son tronc a un diamètre d'environ 80 cm avec une écorce de couleur pâle. Les feuilles simples sont groupées au bout des rameaux. Le fruit orange ou rouge est une drupe ovoïde de 8–14 mm de long. Chaque fruit porte une graine comprimée. La plante a des petites fleurs minces pour les plantes diploïdes mais aussi des fleurs robustes pour les plantes hexaploïdes. Rauvolfia vomitoria produit des fleurs et des fruits durant toute l’année, mais il arrive que ce ne soit pas le cas ou moins abondamment pendant la saison des pluies. Rauvolfia vomitoria pousse mieux dans les zones tropicalessur des altitudes allant du niveau de la mer jusqu’à 1600 m. La plante se reproduit par les graines, les boutures de tige et de racine et même des sauvageons.

## Utilisation
Les racines infusées, macérées ou en décoction sont utilisées en médecine traditionnelle pour le traitement des morsures de serpent, de la diarrhée, des rhumatismes, de la jaunisse, des maladies vénériennes, de l'hypertension, du diabète et même les maladies mentales. La racine est également utilisée pour les problèmes dermatologiques comme les dartres, la varicelle, les blessures, la lèpre, les hémorroïdes ou les poux. Elle sert aussi comme bain de bouche pour les soins des gencives. Les écorces de la tige ou les feuilles sont parfois utilisées comme purgatif ou pour soigner la fièvre. Au Bénin, après macération, les feuilles sont utilisées en application locale pour soigner les hémorragies. Dans les systèmes agroforestiers, Rauvolfia vomitoria sert de haies vives dans les plantations, de plante auxiliaire pour fournir de l’ombre aux caféiers et aux cacaoyers mais aussi de tuteur aux vanilliers. Son bois est utilisé dans la fabrication de petits ustensiles de cuisine mais aussi comme bois de feu.
Son écorce permet de produire un colorant jaune.

## Commerce
Bien que l’utilisation du résipine ait chuté depuis les années 1970, l’écorce de la tige et de la racine de Rauvolfia vomitoria, sous forme de réserpine, est vendue par internet en Inde et aux Etats-Unis.